# Liste der Bischöfe von Lescar
Die folgenden Personen waren Bischöfe von Lescar (Bistum Lescar, Frankreich):
- um 506: Heiliger Julianus von Lescar (auch Julien I.)
- um 506?: Heiliger Galactoire
- um 585: Sabinus oder Savin
- um 680: Julien II.
- um 731: Julien III.
- um 841: Spaleus
- 841–1059: Sedisvakanz
- um 1059: Raymond I. le Vieux
- 1061–1072: Gregor
- 1075–1080: Bernard I.
- 1095–1115: Sanche I.
- 1115–1141: Gui oder Guido de Loth
- 1147–1154: Raymond II. d’Assade
- um 1168: Eudes I. oder Odon
- um 1170: Guillaume I.
- um 1180: Sanche II. Aner oder Sanzanier de Gerderest
- um 1200: Bertrand I.
- 1205–1213: Arsias
- um 1220: Raymond III. de Bénac
- um 1231: Sanctius
- 1247–1268: Bertrand II. de La Mothe
- 1269–1292: Arnaud I. de Morlanne (oder de Morlaas)
- 1293–1301: Raymond IV. Auger
- 1303–1320: Arnaud II. d’Arbus
- 1320–1321: Guillaume II.
- 1321–1325: Arnaud III. de Saut
- 1326–1348: Raymond V. d’Andoins
- 1348–1352: Arnaud IV.
- 1352–1361: Guillaume III. d’Andoins
- 1362–1368: Bernard II.
- 1368–1401: Eudes II.
- 1402–1404: Jean I.
- 1405–1422: Kardinal Pierre de Foix
- 1425–1428: Arnaud V. de Salies oder Salinis
- 1428–1433: Arnaud VI. d’Abadie
- 1453–1460: Pierre de Foix (zum zweiten Mal)
- 1460–1475: Jean II. de Lévis
- 1481–1492: Robert d’Epinay
- 1507-xxxx: Charles de Gramont (Administrator)
- 1513–1515: Kardinal Amanieu d’Albret (Haus Albret)
- 1518–1525: Jean III. de La Salle (Haus Dax)
- 1525–1530: Paul de Béarn (oder de Foix)
- 1532–1553: Jacques de Foix
- 1554–1555: Jean IV. de Capdeville
- 1555–1556: Kardinal Georges d’Armagnac
- 1556–1569: Louis d’Albret
- 1575–1590: Jean V.
- 1599–1609: Jean-Pierre d’Abbadie
- 1609–1632: Jean VI. de Salettes
- 1632–1658: Jean-Henri de Salettes
- 1658–1681: Jean VII. du Haut de Salies
- 1681–1716: Dominique Deslaux de Mesplès
- 1716–1729: Martin de Lacassaigne
- 1730–1762: Hardouin de Châlons
- 1763–1790 (1801): Marc-Antoine de Noé